# Janusz Kotliński
Janusz Kotliński (Łódź, 19 de febrero de 1946) es un deportista polaco que compitió en ciclismo en la modalidad de pista, especialista en la prueba de tándem.
Ganó dos medallas en el Campeonato Mundial de Ciclismo en Pista, en los años 1975 y 1976.

## Medallero internacional
| Campeonato Mundial | Campeonato Mundial           | Campeonato Mundial | Campeonato Mundial |
| Año                | Lugar                        | Medalla            | Competición        |
| ------------------ | ---------------------------- | ------------------ | ------------------ |
| 1975               | Rocourt ( Bélgica)           | Medalla de oro     | Tándem (A)         |
| 1976               | Monteroni di Lecce ( Italia) | Medalla de oro     | Tándem (A)         |